# Nationalbibliothek von Osttimor
Die Nationalbibliothek von Osttimor (port.: Biblioteca Nacional e Arquivo de Timor Leste, tetum: Biblioteka Nasionál no Arkivu Timor-Leste nian, engl.: National Library and Archives of Timor-Leste) in Dili ist die Nationalbibliothek und das Nationalarchiv von Osttimor. Das Gebäude als zukünftiger Hauptsitz der Institution entsteht seit 2011 in Aitarac Laran, einem Stadtteil der Hauptstadt Dili im Suco Kampung Alor.
Es soll insbesondere die oberste Institution aller öffentlichen Bibliotheken des Landes werden und das Pflichtexemplarrecht erhalten.

## Geschichte
1779 brannte das Archiv Portugiesisch-Timors in Dili nieder, womit auch Dokumente vom Beginn der Kolonialisierung durch die Portugiesen und ein Großteil der Aufzeichnungen über die Kolonie verloren gingen. Gouverneur Caetano de Lemos Telo de Meneses (1776 bis 1779) wurde deswegen nach Mosambik verbannt. Man warf ihm vor, er habe durch geradezu kriminelle Nachlässigkeit den Brand des Archivs verursacht.
Bis 1975 unterlag Portugiesisch-Timor als portugiesische Kolonie dem Gesetz von 1952 (decreto-lei n.º 38684, de 18/03/1952) zum Pflichtexemplar in den Kolonien. Nach der Nelkenrevolution 1974 in Portugal erfolgte am 28. November 1975 die Unabhängigkeitserklärung Osttimors, das jedoch von Indonesien neun Tage später annektiert wurde. Damit verlor sich der Bestand der Kolonialbibliothek in Osttimor. Erst 2002 wurde das Land unabhängig, und erst nach den Unruhen in Osttimor 2006 konnte das Land mit der breiten Ausgestaltung seines Staatsgebildes beginnen.
Im Jahr 2007 kamen dabei die Regierung Osttimors und ein in der Timorsee tätiger, ungenannter Erdölkonzern überein, eine Nationalbibliothek in Osttimor zu schaffen. Das Ölunternehmen verpflichtete sich dabei, für die Infrastruktur inklusive Bau, Innenausstattung und Informationstechnik zu sorgen, während die Regierung für das Grundstück, die Anschaffung des Buchbestands und der Verpflichtung und Ausbildung der Mitarbeiter verantwortlich wurde.
Die Gründung von Nationalbibliothek (Biblioteca Nacional) und Nationalmuseum (Museu Nacional) wurde mit der Resolution Nr. 24/2009 vom 18. November 2009 beschlossen. Der Bau des Bibliotheksgebäudes sollte planmäßig im August 2011 beginnen, nachdem die Regierung sich auf ein Projekt geeinigt und ein Grundstück von 2,5 ha im Stadtgebiet Dilis bereitgestellt hat. Auch ein Ausbildungsprogramm für die ersten zehn Angestellten der Nationalbibliothek wurde parallel begonnen, in Zusammenarbeit mit der Nationalbibliothek Portugals.
Seither wird durch Spenden internationaler Institutionen ein Bestand aufgebaut. Im Jahr 2014 belief sich dieser auf 2.500 überwiegend portugiesischer Titel, gespendet von der portugiesischen Staatsdruckerei Imprensa Nacional-Casa da Moeda.
2015 fand in Jakarta eine asiatisch-pazifische Tagung der UNESCO zu ihrem Memory of the World-Programm statt, das den Erhalt wichtiger Dokumente der Welt sicherstellen will. Teil des Programms ist die UNESCO-Initiative zur Sicherung des Dokumentenerbes in Osttimor und der Entwicklung seiner Nationalbibliothek („Safeguarding the Documentary Heritage and Developing the National Library and Archives of Timor-Leste“).